# Quickstep

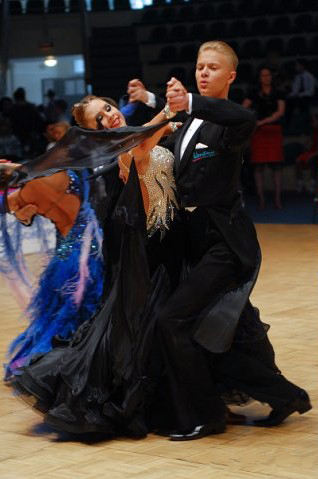
Quickstep

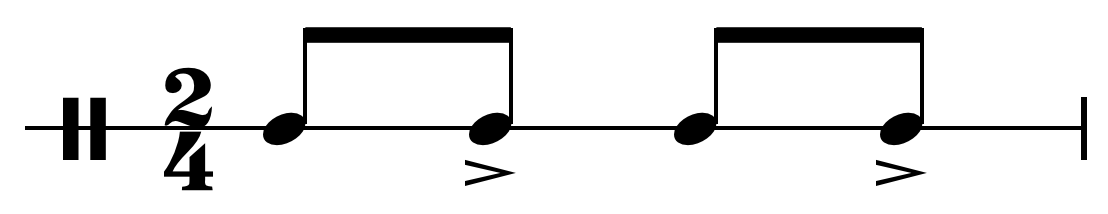
Ritme quickstep

El quickstep o fox ràpid és un ball de saló ràpid d'origen anglès derivat del foxtrot, que comprèn passos de puntes i salts propis del xarleston i del claqué i que s'adapta fàcilment al compàs de 4/4. El seu tempo mitjà és de 45 a 55 c/m.
El quickstep es va desenvolupar en els anys vint a Nova York i va ser ballat per primera vegada per ballarins del Carib i Àfrica. Els seus orígens estan en la combinació del Foxtrot lent combinat amb el Xarleston, Shag, One-Step i Peabody; una dansa que va ser precursora del que avui es diu el ball Swing.
L'Escola Internacional l'inclou tant en la categoria d'estil social (a partir del tercer nivell) com en la de balls esportius o de competició (en la modalitat d'estàndards). Les dues modalitats es diferencien tant pels programes que apliquen com per l'estil amb què els executen.

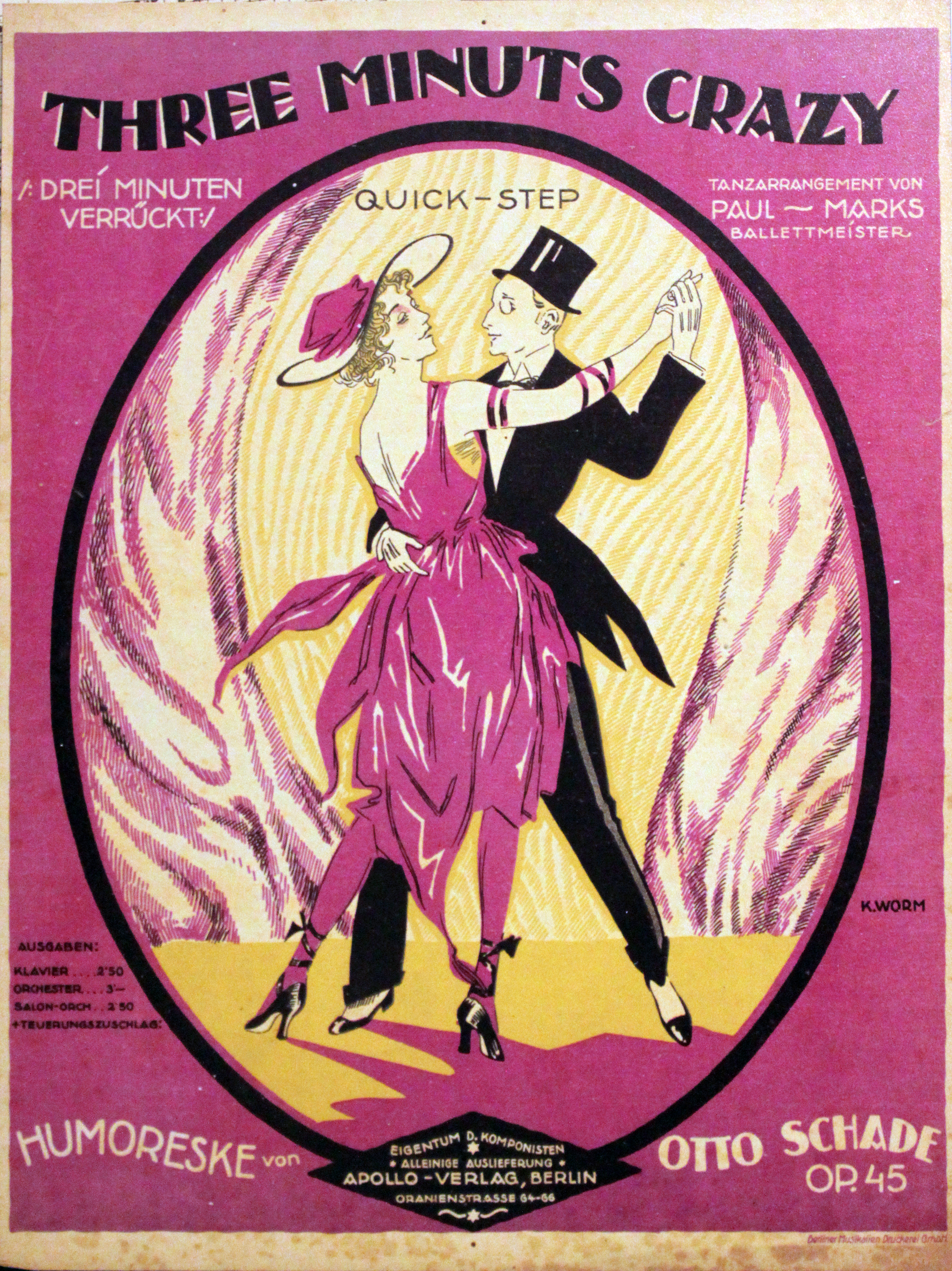
Llibre de música: Otto Schade; Tres minuts de bogeria; Quick-Step, Berlín al voltant de 1920, Märkisches Museum de Berlín

## Programes
Els dos programes d'Estil Internacional de ISTD (Imperial Society of Teachers of Dancing) i IDTA (International Dansi Teachers Association) per al quickstep difereixen molt poc.
El programa de competència de ball Estil Americà no inclou el quickstep, però una versió limitada d'aquest ball s'ensenya i balla socialment en alguns llocs de ball estatunidenc i per tot el món.

## Història
Cap a 1920, el Foxtrot es ballava bastant ràpid, i es van afegir les puntades i salts del Charleston i el Shag, juntament amb carreres i bloquejos. Posteriorment, el Foxtrot es va alentir i es va convertir en el Foxtrot lent, mentre que la versió més ràpida va passar a ser el Quickstep. Encara que el ball de saló modern posa l'accent en els salts, les puntades i els salts, aquests es redueixen al mínim en el Round Dancing. Així doncs, el quickstep va evolucionar a la dècada de 1920 a partir d'una combinació de foxtrot, xharleston, shag, peabody i one-step. El ball és d'origen anglès i es va normalitzar l'any 1927.
Tot i que va evolucionar a partir del foxtrot, el quickstep ara està força distanciat del seu origen. A diferència del foxtrot modern, el líder sovint tanca els peus i els passos sincopats són habituals (com era el cas del foxtrot inicial). Tres figures de ball característiques del quickstep són els chassés, on s'ajunten els peus, els quarts de volta i el lock step. pàg 126
Aquesta dansa va evolucionar gradualment guanyant dinamisme i moviment a la pista de ball, amb molts patrons avançats que inclouen salts, carreres, passos ràpids amb molt d'impuls i rotació. El ritme de la dansa quickstep és força ràpid, ja que es va desenvolupar per a la música de jazz de l'era del ragtime, que té un ritme ràpid en comparació amb altres músiques de ball.
A finals del segle xx, la complexitat del quickstep, tal com feien els ballarins avançats, havia augmentat, amb l'ús extensiu de passos sincopats amb durades de corxera. Mentre que antigament els patrons de passos ràpids es comptaven amb passos ràpids (un cop) i lents (dos ritmes), molts patrons avançats avui en dia s'indiquen de manera diferent.
Els seus moviments han acabat definint un estil, una manera de ballar que ha estat adoptada per balls com ara el xarleston en la seva modalitat francesa, o per altres balls relacionats amb el foxtrot.

## Descripció
En el quickstep de competició, els malucs estan en contacte i les espatlles separades al màxim. Els passos són més llargs que en l'estil social i s'hi intercalen figures saltades i passos colpejats. El pas bàsic surt de combinar quatre passos en tres temps o tres passos en dos temps. La majoria de figures són extretes del foxtrot i executades en un temps més ràpid. Les principals són els quarts de volta, la volta sencera, el passeig, el pas tancat, el pas colpejat i els girs, alguns d'aquests dissenyats especialment per girar en un cantó de la pista a la recerca de la línia de ball.

## Passos

### Pre-bronze
1. Quart de tornada a la dreta
2. Gir natural
3. Gir natural amb vacil·lació
4. Gir natural de pivot
5. Gir natural de tornada
6. Chassé progressiu
7. Chassé gir invers
8. Bloqueig davanter
9. Pivot del taló (quart de volta a l'esquerra)

### Bronze
1. Impuls tancat
2. Bloqueig posterior
3. Pivot invers
4. Chassé progressiu a la dreta
5. Tipple chassé a la dreta
6. Execució final
7. Gir natural i bloqueig posterior
8. Doble volta inversa
9. Zig-zag, bloqueig posterior i acabat en execució
10. Chassé creuat
11. Canvi de direcció

### Plata
1. Revers obert ràpid
2. Cua de peix
3. Corrent a la dreta
4. Quatre d'execució ràpida
5. V6
6. Telemark tancat

### Or
1. Encreuament giratori
2. Sis corredures ràpides
3. Encreuament de rumba
4. Tipsy a la dreta
5. Tipsy a l'esquerra
6. Hover corté

## Competències
El quickstep és un dels múltiples balls realitzats en el programa de talents de celebritats Dancing with the Stars, així com Strictly come Dancing.
Dancing with the Stars és el nom de diverses sèries de televisió internacionals basades en el format de la sèrie britànica Strictly come Dancing, distribuïda per BBC Studios, la branca comercial de la BBC. En 2012 el format ha estat llicenciat en 60 territoris. També s'han produït versions en desenes de països de tot el món. Com a resultat, la sèrie es va convertir en el programa de televisió més popular del món entre tots els gèneres en 2006 i 2007, segons la revista Television Business International, arribant al Top 10 de 17 països.
Strictly Come Dancing és un espectacle de concurs de dansa britànic en el qual celebritats s'associen amb ballarins professionals per a competir principalment en ball de saló i dansa llatina. Cada parella és puntuada per un jurat. El títol de l'espectacle és una continuació de la sèrie de llarga durada Come Dancing. El format s'ha exportat a altres 60 països sota el títol Dancing with the Stars, amb llicència de la BBC Worldwide, i va donar lloc a un spin-off de temàtica de dansa moderna Strictly Dance Fever. El llibre dels rècords mundials Guinness va nomenar a Strictly.. com el format de televisió de realitat més reeixit del món en 2010. La sèrie la presenten Tess Daly i Claudia Winkleman. Bruce Forsyth va presentar la sèrie amb Daly fins a 2014.

## En la cultura popular
El quickstep és un dels múltiples balls realitzats al programa de talents de celebritats Dancing with the Stars, així com Strictly Come Dancing.
Dancing with the Stars és el nom de diverses sèries de televisió internacionals basades en el format de la sèrie britànica Strictly Come Dancing, distribuïda per BBC Studios, la branca comercial de la BBC. El 2012 el format ha estat llicenciat a 60 territoris. També s'han produït versions a desenes de països d'arreu del món. Com a resultat, la sèrie es va convertir en el programa de televisió més popular del món entre tots els gèneres el 2006 i el 2007, segons la revista Television Business International, arribant al Top 10 de 17 països.
Strictly Come Dancing és un espectacle de concurs de dansa britànic en el qual celebritats s'associen amb ballarins professionals per competir principalment en ball de saló i dansa llatina. Cada parella és puntuada per un jurat. El títol de l'espectacle és una continuació de la sèrie de llarga durada Come Dancing. El format s'ha exportat a 60 països més sota el títol Dancing with the Stars, amb llicència de BBC Worldwide, i va donar lloc a un spin-off de temàtica de dansa moderna Strictly Dance Fever. Els rècords mundials Guinness van nomenar Strictly com el format de televisió de realitat més reeixit del món el 2010. La sèrie la presenten Tess Daly i Claudia Winkleman. Bruce Forsyth va presentar la sèrie amb Daly fins al 2014.